# رودولف لودویگ موسباور
رودولف لودویگ موسبائر (به آلمانی: Rudolf Ludwig Mössbauer) (زاده ۳۱ ژانویه ۱۹۲۹ – درگذشته ۱۴ سپتامبر ۲۰۱۱)
فیزیک‌دان آلمانی بود که در سال ۱۹۶۱ برای تحقیق دربارهٔ جذب تشدیدی پرتوهای گاما و کشف اثری که به نام خود او می‌باشد جایزه نوبل در فیزیک به‌طور مشترک به او و رابرت هافستئاتر اهدا شد.